# Legenda o Mulan
Legenda o Mulan (též Mulan, v anglickém originále Mulan) je animovaný film z dílny Walta Disneye. Natočili jej roku 1998 režiséři Tony Bancroft a Barry Cook. Jedná se v pořadí o 36. film z takzvané animované klasiky Walta Disneye. Premiéru měl 19. června 1998. Snímek patří do období známého jako disneyovská renesance (1989–1999, počínající Malou mořskou vílou a končící Tarzanem). Film zpracovává starou čínskou Legendu o Hua Mulan.
Hlasy postav v originále namluvili herci jako Ming-Na, Eddie Murphy, B.D. Wong, Miguel Ferrer, Harvey Fierstein, Fierstein, Beth Fowler, a George Takei. Na tento snímek pak volně navazuje film Mulan II (Legenda o Mulan 2) z roku 2004.

## Jiné zpracování námětu
- Hua Mulan, čínský hraný film z roku 2009, režie Jingle Ma

## Obsazení seznam
| Postava       | Původní hlas                                   | Česky hlas                                 |
| ------------- | ---------------------------------------------- | ------------------------------------------ |
| Mulan         | Ming-Na Wen (dialogy) Lea Salonga (zpěv)       | Jana Mařasová                              |
| Shang         | B.D. Wong (dialogy) Donny Osmond (zpěv)        | Ondřej Vetchý (dialogy) Pavel Polák (zpěv) |
| Mushu         | Eddie Murphy                                   | Pavel Kříž                                 |
| Shan-Yu       | Miguel Ferrer                                  | Ota Jirák                                  |
| Yao           | Harvey Fierstein                               | Pavel Rímský                               |
| Ling          | Gedde Watanabe (dialogy) Matthew Wilder (zpěv) | Daniel Vašut                               |
| Chien-Po      | Jerry Tondo                                    | Jiří Hruška                                |
| Fa Zu         | Soon-Tek Oh                                    | Jiří Knot                                  |
| Fa Li         | Freda Foh Shen                                 | Milena Dvorská                             |
| Babička Fa    | June Foray (dialogy) Marni Nixon (zpěv)        | Eva Klepáčová                              |
| Chi Fu        | James Hong                                     | Bohuslav Kalva                             |
| General Li    | James Shigeta                                  | Rudolf Jelínek                             |
| Dohazovačka   | Miriam Margolyes                               | Ludmila Molínová                           |
| Císař         | Pat Morita                                     | Karel Richter                              |
| Hlavni Předek | George Takei                                   | Bohumil Švarc                              |